# 愛的人生路
《愛的人生路》為大愛電視台所製播的大愛劇場電視劇。描寫慈濟基金會余天助師兄、簡麗娟師姐的真實人生故事，由楊慶煌、楊凱琪、李沛綾、江柔、周欣、朱永德等演員擔綱主演，於2016年1月7日於大愛電視20:00首播。

## 演員角色列表

### 余家長輩
| 演員         | 角色     | 介紹 |
| 楊慶煌       | 余樹木   | 元美、綉蘭之夫，余雪、余碧霞、余露、余安枝、余換、天助、天祐之父親，麗娟、淑梅之公公 為傳統漢醫師，家中開設藥房-德安中藥房，樂善好施，經常無償施藥、施醫救人。家中兼營竹筍、鳳梨、甘蔗、瓜和花生的種植。 |
| 楊凱琪       | 余高元美 | 余家大房，余雪、余碧霞、余露、余安枝、余換之母親，天助、天祐之繼母，麗娟、淑梅之繼婆婆 持家溫厚賢淑，因未能生下兒子，傳承余家香火，親自為丈夫尋覓二房。                                                  |
| 李沛綾       | 綉蘭     | 余家二房，余雪、余碧霞、余露、余安枝、余換之小媽，天助、天祐的母親，麗娟、淑梅之婆婆。 |
| 周欣         | 余雪     | 綽號為阿雪，余家大女兒，樹木與元美所生，天助、天祐同父異母之大姐，麗娟、淑梅同父異母之大姑 綉蘭嫁入余家後，經常因彼此意見不合，作風不同，也為照顧天助，頻頻口角，令天助十分痛苦，以招贅為婚姻。          |
| 李妍寧       | 余碧霞   | 綽號為阿霞，余家二女兒，樹木與元美所生，天助、天祐同父異母二姐，麗娟、淑梅之同父異母之二姑 婚前在爸爸的藥房幫忙.婚後回家時有開導過大姊和阿姨的口角糾紛。                                                 |
| 李映萱       | 余露     | 綽號為阿露，余家三女兒，樹木與元美所生，天助、天祐同父異母之三姐，麗娟、淑梅同父異母之三姑 |
| 陳鈞姵       | 余安枝   | 綽號為阿枝，余家四女兒，樹木與元美所生，天助、天祐同父異母之四姐，麗娟、淑梅同父異母之四姑 和阿換一樣一直不懂為何爸爸要再娶一位阿姨                                                                      |
| 楊家芸       | 余換     | 綽號為阿換，余家小女兒，樹木與元美所生，天助、天祐同父異母五姐，麗娟、淑梅同父異母之五姑 爸爸為了想下一胎便可以換成男胎 所以取了(換)字 和四姊一樣一直不懂為何爸爸要再娶一位阿姨                          |
| 何冠穎       | 余天助   | 吳由鏘的小女兒。樹木與綉蘭之子，元美之繼子。為余家期盼許久的長子，懷抱眾人期待至臺中求學。與簡麗娟結婚。從小就很會念書，是村莊裡的高材                                                                   |
| 陳聖昌       | 余天助   | 少年天助，余家的長子。夾處在母親與大姐的爭端中，十分痛苦 |
| 江           | 簡麗娟   | 余天助之妻，樹木、綉蘭之長媳，元美之繼媳 |
| 陳彥廷       | 余天祐   | 天助弟。樹木、綉蘭之子。元美之繼子。擔任警察工作 |
| 陳昱丞(少年) | 余天祐   | 天助弟。樹木、綉蘭之子。元美之繼子。擔任警察工作 |
| 廖柏翔(童年) | 余天祐   | 天助弟。樹木、綉蘭之子。元美之繼子。擔任警察工作 |
| 李佩         | 林淑梅   | 天祐妻。樹木、綉蘭之媳，元美之繼媳 |

### 其它角色
| 演員   | 角色   | 介紹 |
| 朱永德 | 簡父   | 簡麗娟、簡鴻洲之父，家中經營百貨行、果園                                                                               |
| 王雨妍 | 簡母   | 簡麗娟、簡鴻洲之母，經營百貨行。原本對於天助、麗娟婚事多所疑慮                                                         |
|        | 簡鴻洲 | 簡麗娟大哥，余天助高中同窗                                                                                             |
| 賴芊合 | 簡麗凌 | 簡麗娟之妹 |
| 朱芊羽 | 簡麗真 | 簡麗娟之妹 |
| 林奕芸 | 簡麗真 | 少年麗真，簡家三女。                                                                                                   |
| 趙唯伶 | 余佩珊 | 天助、麗娟大女兒。 |
| 張家瑋 | 余睿珊 | 天助、麗娟小女兒。 |
| 蘇立軒 | 余宜憲 | 天助、麗娟之子。 |
| 詹佳儒 | 阿聰   | 天助的高中同學。 |
| 余政鴻 | 王武雄 | |
| 吳朝駿 | 阿土伯 | 余樹木好友，常至余家來往。大家樂風行時，沉迷簽賭，欠下不少債務。                                                       |
| 游耀光 | 王桑   | 余樹木好友，天助幼時接受王桑指導，研讀古文                                                                             |
| 李國禎 | 阿源   | |
| 元六   | 阿義   | 阿土伯親戚，拜託余樹木做保，投資土地，卻因投資失敗，逃債出走。余家因此背負鉅額債務，不得不出售祖產                     |
| 耿慧珠 | 阿月   | 綉蘭朋友，時常挑撥綉蘭與余家家人關係。大家樂風行時，沉迷簽賭，向綉蘭借款還債，借口天助賣簽賭籤詩，賴債不環，因而鬧翻。 |
| 蕭景鴻 | 周益民 | |
| 吳明芬 |        | |

## 工作人員列表

### 製作團隊
- 監　製：龐宜安
- 總策劃：賈玉華
- 製作人：李鵬
- 編　審：曾橞箐
- 導　演：李權峰
- 編　劇：梁明智、劉肖蘭
- 企  劃：魏鳳萱、翁詩閔
- 顧　問：余天助、簡麗娟

## 取景
- 臺南市學甲區

## 外部連結
- 大愛劇場的Facebook專頁

| 大愛電視台 週一至週日 20:00-20:49         | 大愛電視台 週一至週日 20:00-20:49          | 大愛電視台 週一至週日 20:00-20:49 |
| ----------------------------------------- | ------------------------------------------ | --------------------------------- |
|                                           | 愛的人生路 （2016年1月7日－2016年2月12日） |                                   |
| 望你早歸 （2015年11月28日－2016年1月6日） | 阿燕 （2016年2月13日－2016年3月28日）      |                                   |

| 中天娛樂台 週一至週日 21:00-22:00         | 中天娛樂台 週一至週日 21:00-22:00          | 中天娛樂台 週一至週日 21:00-22:00 |
| ----------------------------------------- | ------------------------------------------ | --------------------------------- |
|                                           | 愛的人生路 （2016年1月7日－2016年2月12日） |                                   |
| 望你早歸 （2015年11月28日－2016年1月6日） | 阿燕 （2016年2月13日－2016年3月28日）      |                                   |